# Jukums Vācietis
Jukums Vācietis (russisk: Иоаким Иоакимович Вацетис tr. Ioakim Ioakimovitj Vatsetis ; 11. november 1873 i Jaunmuiža, Jaunlutriņu pagasts i Guvernement Kurland  – 28. juli 1938 i Moskva i Sovjetunionen) var en lettisk sovjetisk militær øverstbefalende. Han er et sjældent eksempel på en bemærkelsesværdig sovjetisk leder, som hverken var medlem af det sovjetiske kommunistparti eller noget andet parti.
Vācietis begyndte sin militære karriere i Det Russiske Kejserrige i 1891. Under 1. verdenskrig befalede han over 5. Lettiske Zemgale Riffelregiment (til slut med rang af oberst), som tilsluttede sig og understøttede Lenins bolsjevikker efter Oktoberrevolutionen og den efterfølgende russiske borgerkrig. Fra april 1918 var han chef for Røde Lettiske Skytter. Han var den første øverstbefalende for Den Røde Hær og var medlem af det Revolutionære Militære Råd fra den 4. september 1918 til den 8. juli 1919. I juli blev han arresteret under falske beskyldninger om medlemskab af en kontrarevolutionær reaktionær hvidgardist-organisation, men blev hurtigt løsladt.
I 1922 blev han udnævnt til professor ved Den Røde Hærs Militærakademi.
Den 29. november 1937 arresteredes han som medlem af den påståede "lettiske fascistiske organisation i Den Røde Hær" og blev henrettet i 1938. Han blev rehabiliteret i 1957.